# François Endene
François Herbert Endene Elokan (ur. 20 października 1978 w Jaunde) – kameruński piłkarz występujący na pozycji pomocnika lub napastnika.

## Kariera klubowa
Karierę seniorską rozpoczął w 1995 roku po wyjeździe do Meksyku, gdzie został graczem trzecioligowego CD Cachorros de la UdeG. W sezonie 1996/97 wywalczył z tym klubem awans do Primera División A. W latach 1998–2001 grał w zespołach występujących na tym samym poziomie rozgrywkowym: Jaguares de Colima, CF La Piedad oraz Atlético Yucatán.
W lipcu 2002 roku odbył testy w 1. FC Union Berlin, jednak trener Georgi Wasilew nie zdecydował się go zatrudnić. Wkrótce po tym podpisał kontrakt z marokańskim klubem Raja Casablanca. Wystąpił w Afrykańskiej Lidze Mistrzów 2002, w której zdobył 5 bramek, w tym dwie w rewanżowym meczu w półfinale rozgrywek przeciwko ASEC Mimosas (4:0). W spotkaniu finałowym jego zespół uległ w dwumeczu Zamalek SC 0:0 i 0:1. W 2003 roku wywalczył z Rają Puchar CAF po zwycięstwie nad Coton Sport FC de Garoua, jednak z powodu konfliktu z trenerem Henrim Michelem nie zagrał w żadnym z meczów finałowych. W 2004 roku odszedł do chińskiego zespołu Chengdu Wuniu, gdzie występował przez jedną rundę na poziomie China League One.
Wiosną 2005 roku przeniósł się do drugoligowego Podbeskidzia Bielsko-Biała, gdzie grał przez pół roku. W lipcu 2005 roku został kupiony przez Pogoń Szczecin, z którą podpisał trzyletnią umowę. 26 lipca zadebiutował w I lidze w wygranym 2:0 meczu przeciwko Wiśle Płock. Po rundzie jesiennej sezonu 2005/06, w której rozegrał 15 spotkań i zdobył 2 bramki, przesunięto go do zespołu rezerw. W lutym 2006 roku został on wypożyczony do walczącego o awans do I ligi ŁKS Łódź. W klubie tym miał trudności z aklimatyzacją, ponadto skonfliktował się ze sztabem szkoleniowym, co skutkowało jego odejściem jeszcze przed rozpoczęciem rundy wiosennej sezonu 2005/06. Po powrocie do Pogoni trenował z rezerwami po czym definitywnie rozwiązał swój kontrakt.
Latem 2006 roku Endene został zawodnikiem albańskiego zespołu KS Besa. W sezonie 2006/07 wywalczył Puchar Albanii po zwycięstwie w finale nad KF Teuta. W lipcu 2007 roku zadebiutował w europejskich pucharach w meczu z FK Bežanija (2:2) w kwalifikacjach Pucharu UEFA 2007/08, w którym zdobył bramkę. Pierwszą połowę 2008 roku spędził na wypożyczeniu do klubu V.League 1 Thể Công. W latach 2009–2012 kontynuował karierę w lidze wietnamskiej. W 2011 roku jako gracz Navibank Sài Gòn zdobył Puchar Wietnamu. W 2012 roku zakończył karierę, by wznowić ją w 2015 roku, kiedy to przez kilka miesięcy grał w amatorskim klubie z Berlina - Club Italia 80.

## Życie prywatne
Posiada również paszport meksykański, w którym figuruje jako Francois Herman Endene-Elokan Umberte.

## Sukcesy
Raja Casablanca
- Puchar CAF: 2003

KS Besa
- Puchar Albanii: 2006/07

Navibank Sài Gòn
- Puchar Wietnamu: 2011